# アルテミス神殿

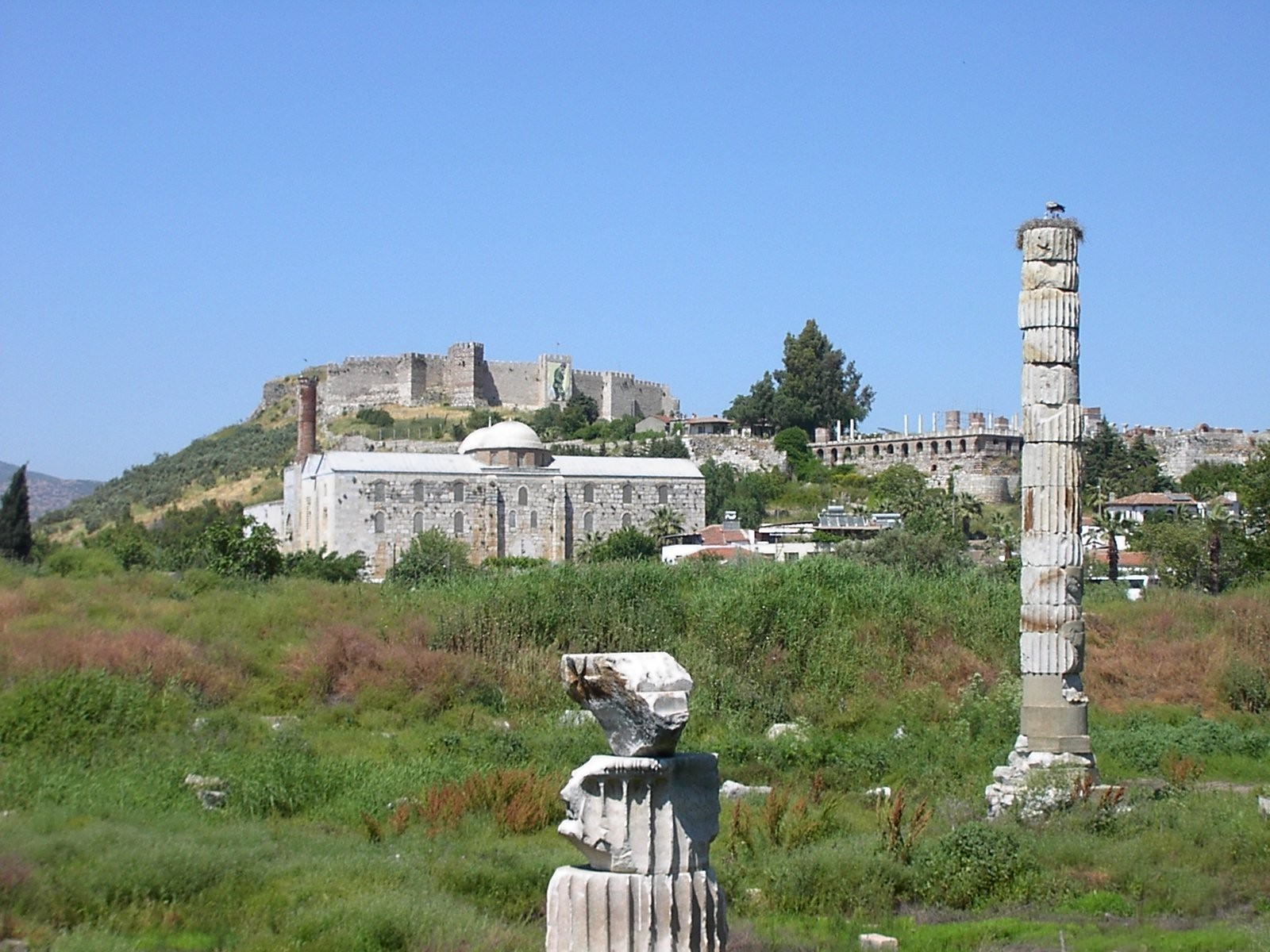
トルコ共和国エフェソスにあるアルテミス神殿の風景。残骸を積み上げ、柱をいくらか復元してあるが、原形をとどめていない。

アルテミス神殿（アルテミスしんでん; ギリシア語: ναός της Αρτέμιδος、ラテン語: Artemisium）は、紀元前7世紀から紀元3世紀にかけてエフェソス（現在のトルコ西部）に存在した、アルテミスを奉った総大理石の神殿である。
世界の七不思議のひとつに挙げられるが、現在は原形をとどめていない。

## 概要
最初の神殿は紀元前700年頃に建てられ、紀元前650年頃にキンメリア人によって破壊された後、紀元前550年頃にリディアのクロイソス王によって再建された。その後、紀元前356年に放火で再び失われ、紀元前323年に三度建てられた。世界の七不思議のリストの編纂者である、紀元前2世紀後半のシドンのアンティパトレスは次のように表現している。
同じく世界の七不思議のリストの編纂者であるビザンチウムのフィロンもまた次のように表現している。

## 遺跡の発見
エフェソスのアルテミス神殿を発見したのは、イギリス人技師ジョン・ウッド率いる、大英博物館の考古学探検隊である。彼らは、1863年から7年にわたりエフェソスの発掘を続け、1869年12月についに深さ4m半の泥の中から神殿跡を発見した。これは、ハインリヒ・シュリーマンがトロイアやミケーネを発掘する以前のことで、東方の古代遺跡発掘のさきがけとなった。彼らが発見した円柱の断片などは、現在大英博物館に所蔵されている。
その後の調査で、神殿は3つあり、古い神殿の跡に新しい神殿を建てていたことがわかった。その最も古い物は、紀元前700年頃と推定されている。

## 所在地
アルテミス神殿は、現在のトルコ共和国の港町イズミルから南に50kmほど離れたところにあった古代都市エフェソスに建っていた。
他の世界の七不思議と同様、アンティパトレスがこの神殿をリストに入れた理由は、その美しさや大きさのためではなく、むしろ、ギリシア世界の境界近くにあったためであった。その所在地から、ギリシア人に神秘と畏怖の念を与え、アレキサンダー大王の帝国の巨大さを強調したのである。

## エフェソスのアルテミス

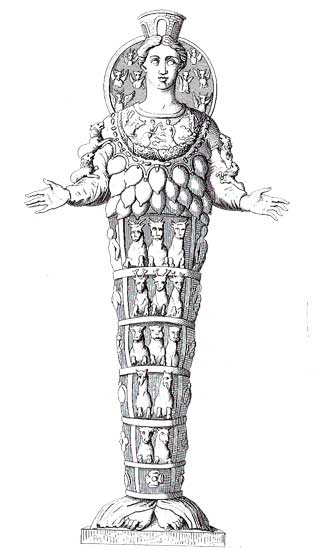
エフェソスのアルテミス像（複製、18世紀）

アルテミスはギリシアの女神である。アポローンと双子で、清純な女狩人として知られ、また、ティーターンやセレーネーに代わる月の女神である。アテネでは、クレタ島の地母神の性格を受け継いだオリンピアの女神の中で、アテーナーがアルテミスよりもあがめられていた。
一方、エフェソスでは、アルテミスは非常に敬われていた。例えば、月の1つはアルテミスの名前を冠しており、その月には丸1ヶ月祝祭が催された。信仰の対象はギリシア文化以前の古い偶像であった。その元となる偶像は木製で、ギリシアのアルテミスに見られる処女性とは対照的に、豊穣多産を象徴する多数の乳房を持っていた。そして、この女神の象徴は蜂であった。
この偶像の複製や縮小したものが古代には出回り、現在も残っている。また、その偶像は、ギリシア本土のものとは違い、エジプトや近東に見られるように、体と足が先細りの柱のようになっており、そこから足首が出ている。足首の周りには、魚の尾鰭らしきものがある。これは下半身が魚（＝知恵の神）であることを示唆している。
また、エフェソスで鋳造されたコインでは、その多数の乳房を持った女神が、キュベレーの特徴として見られるように、城壁冠（胸壁形の金冠）をつけている。そして、蛇が絡み合ってできた柱、またはウロボロス（自分の尾を自分の口に入れている蛇）を積み上げたものに手を置いている。
このような習合の慣習は、オリュンポスの神々をはじめとする国外の神々を吸収したもので、イオニア人の居住者たちが、エフェソスの女性とアルテミスを重ねたと考えるのは根拠が薄いのは明らかである。

## 歴史

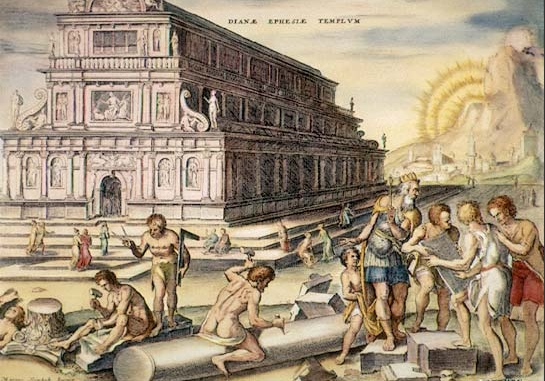
アルテミス神殿の想像図。（16世紀の画家マールテン・ファン・ヘームスケルク）の版画より）

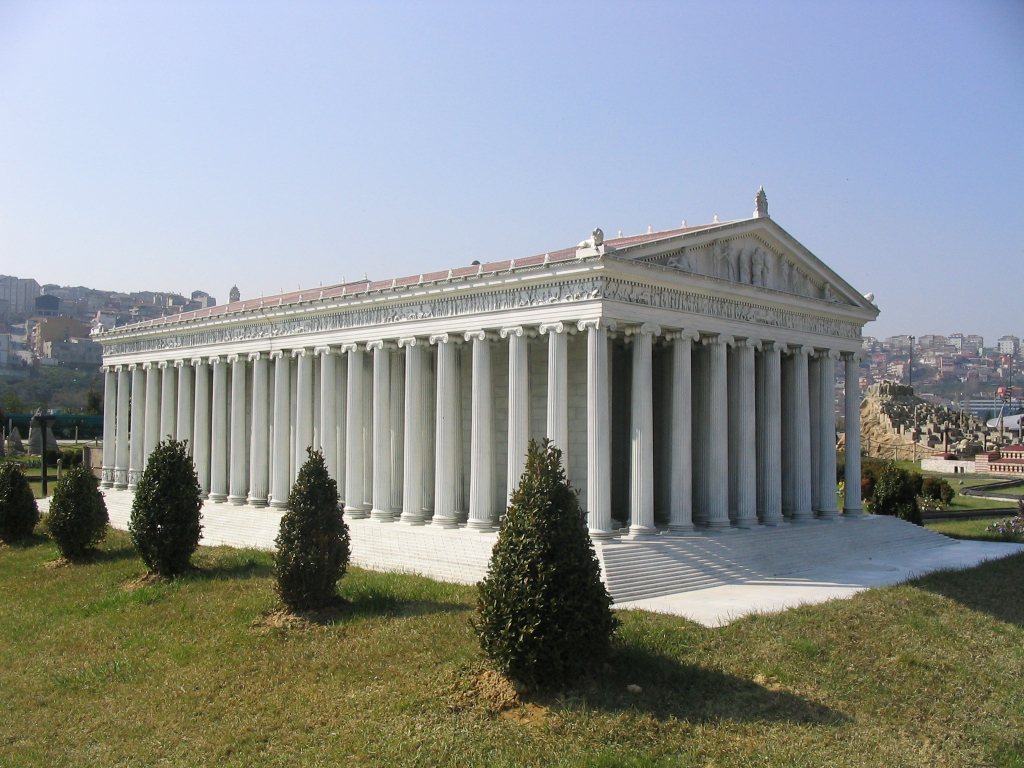
イスタンブルのミニチュアパークにあるアルテミス神殿の模型

エフェソスの聖なる場所は、アルテミス神殿よりずっと古くにあった。ギリシア人旅行家パウサニアスは、アルテミスの社はとても古くからあったと考えた。彼は、それはイオニア人の移住より何年も前にできており、アポロンの神託神殿よりも古いと確信を持って主張した。また彼によれば、イオニア人以前のエフェソスの住人はリディア人などであったという。
この神殿は紀元前550年頃にクレタの建築家ケルシプロン（クレスフォン（Chersiphron））とその息子メタゲネスによって設計され、裕福なリディア王クロイソスの負担で建築された。プリニウスによれば、将来起こる地震を警戒して、建設地に湿地が選ばれたという。このような場所に巨大な基礎を築くことはできないので、まず地下に踏み潰した木炭を敷き、さらに羊毛を敷きこんだ。
こうして完成した神殿は、巨大な大理石の柱（約120本、高さ18m以上）が特徴で、当時最大級の神殿だった。装飾も豪華で、彫刻や芸術作品で飾られていた。旅行者の注目の的となり、商人・王・観光客が訪れ、彼らの多くは宝石や様々な品物を奉納してアルテミスに敬意を表した。そして、その壮麗さは多くの礼拝者もひきつけ、アルテミス崇拝を形成した。
この神殿は、避難所としても知られ、犯罪者を含め、多くの人々が身の安全のために逃げ込んだ。彼らは、アルテミスの保護下にあるとみなされ、決して捕まらなかった。また、アマゾネスがヘラクレスとディオニュソスから逃げて避難したという神話もある。
エフェソスのアルテミス神殿は、紀元前356年7月21日に、ヘロストラトスによる放火で破壊された。言い伝えによれば彼の動機は、どんな犠牲を払っても名声を得たかったということである。このことから、「ヘロストラトスの名誉」という言葉まで生まれた。これは、つまらないことや犯罪行為によって、自分の名前を有名にしようとする人のことを表す。
事件に憤慨したエフェソスの人々は、ヘロストラトスの名前を決して残さないことを共同決定した（ストラボンが後にこの名を書きとめたため、現在我々がその名を知ることとなった）。そして、彼らは、以前よりもはるかに立派な神殿を造ろうと考えた。
まさにこの放火事件と同じ夜、アレクサンドロス3世（大王）は生まれた。プルタルコスは、アルテミスはアレクサンドロスの出産のことで頭がいっぱいで、燃えている神殿を救えなかったと表現している。アレクサンドロスは後に神殿の再建費用を支払うと申し出たが、エフェソスの人々がこれを拒否した。神が別の神を称えるのは適当ではないという返事だったと伝えられている。結局、アレクサンドロスの死後の紀元前323年に神殿は再建された。
使徒行伝19章には、紀元1世紀半ばのパウロのアジアでのキリスト教の布教に対する、エフェソスの人々の反発が書かれている。
ローマ皇帝ガリエヌスの治世の262年、再建された神殿は、ゴート人の襲撃の中で略奪・破壊された。「ゴート人の指導者たちは、船を操り、ヘレスポント海峡（現在のダーダネルス海峡）を越えてアジアにやってきた。多くの都市が破壊され、有名なアルテミス神殿に火をつけた」と伝えられている。
それから200年の間に、エフェソスの人々の大多数はキリスト教に改宗し、アルテミス神殿はその魅力を失った。
こうして、キリスト教徒によって神殿は完全に破壊されてしまった。その残骸の石は他の建物に使われ、神殿の跡地にはキリスト教の教会が建った。
アルテミス神殿について記した現存する古代の資料は以下のとおり。
- プリニウスの『博物誌』[5]
- プルタルコスの『対比列伝』[6]

## 建築と美術
異なる記述も様々あるが、プリニウスによれば、神殿は、広さが縦115メートル、横55メートルで、高さ18メートルのイオニア式の柱127本からなっていた。神殿の内部は大理石の板石で飾られ、大きな入り口プロナオス・主要な広間ツェル・後方の小部屋オピトドムから構成された。ツェルには高さ15メートルのアルテミス像が置かれた。その像は木製で、顔と手足の先以外は黄金や宝石で飾られていた。
アルテミス神殿は多くのすばらしい芸術品を所蔵していた。絵画や、金銀に彩られた柱、そしてフェイディアスなど高名な彫刻家たちの作品が神殿を飾っていた。彫刻家たちはしばしば優れた彫刻を作ることで競争したという。彼らの作った彫刻の多くは、エフェソスを築いたといわれているアマゾネスを表すものであった。
また、プリニウスは、マウソロスの霊廟を手がけたスコパスが神殿の柱に浮き彫りを施したと述べている。

## 信仰と影響
アルテミス神殿は、小アジア中の商人や旅人が見られる、経済的に活発な地域に位置していた。このため、この神殿は様々な文化の影響を受け、文化の異なるあらゆる人々が信仰の象徴とみなした。エフェソスの人々はキュベレを崇拝し、様々な文化をアルテミス崇拝に融合していった。こうしてアルテミスに融合したキュベレーは、ローマの神で相当するディアナとは対照的な女神であった。アルテミス信仰は、はるか遠方の地からも大量の崇拝者をひきつけた。彼らは皆、神殿に集まり、アルテミスを崇拝したのだった。

## 関連資料
出版年順
- フリードリヒ・ユーベルヴェーク「第十二節　エフェソスのヘラクレトスとクラデュロス」『ユーベルヴェーク大哲学史』第1篇135頁–、東京：春秋社、1932年。国会図書館デジタルコレクション、図書館送信参加館内公開。
- 村田数之亮「第7章2 エフェソス」『史蹟の希臘（ギリシャ）』224–235頁、京都：大八洲出版、1947年。国会図書館デジタルコレクション、図書館送信参加館内公開。
- ジョージ・トムソン「三　エフェソスのアルテミス」『ギリシャ古代社会研究 : 先史時代のエーゲ海（上）』池田薫（訳）、259–265頁、岩波書店、1954年。国会図書館デジタルコレクション、図書館送信参加館内公開。
- 岡本光弘「エフェソスのアルテミス神殿」『世界のふしぎ』富岡襄ほか（絵）、30–32頁、保育社〈保育社の小学生全集 ; 41〉、1954年。doi: 10.11501/1625799、国立国会図書館デジタルコレクション、図書館送信参加館内公開。
- 並河亮「愛と火の神殿・エフェソス--世界の風土と造形-5-」『みづゑ』（通号 735）、東京 : 美術出版社、1966年5月、1–18頁。
- Turkoglu, Sabahattin (1999). The Story of Ephesus, Arkeoloji ve Sanat Yayinlari. 英語、ISBN 978-9757538516。
- 山田望「エフェソス女神「アルテミス」から神の母「テオトコス」へ--地母神崇拝の衰退とマリア崇敬の起源」『アカデミア、人文・社会科学編 : journal of the Nanzan Academic Society』（通号第86号）、名古屋 : 南山大学、2008年1月、187–217頁。
- 児島建次郎「エフェソス・ヘレニズム都市として繁栄した西アナトリア文明の地」『未来への遺産・シルクロードのドラマとロマン』、樋口隆康、児島建次郎、山田勝久（編）、雄山閣、2011年。全国書誌番号:22608103。
- バニスター・フレッチャー「エフェソスアルテミス聖域」137頁、「エフェソスアルテミス新神殿」148頁『フレッチャー図説世界建築の歴史大事典 : 建築・美術・デザインの変遷』、ダン・クリュックシャンク（編）、片木篤ほか（訳）、飯田喜四郎（監訳）、西村書店東京出版編集部、2012年。全国書誌番号:22171793。原タイトル『Sir Banister Fletcher's A History of Architecture』第20版の翻訳。
- 『ビジュアル版 歴史の迷宮を歩く! 世界の七不思議』第8巻、歴史の謎研究会、青春出版社、2012年。ISBN 978-4413110808。
- ジョナサン・グランシー「エフェソスアルテミス神殿」『世界建築大全 = Architecture a visual history : より深く楽しむために』、58頁、山田雅夫（日本語版監修）、日東書院本社、2016年。全国書誌番号:22814018。原タイトル『Architecture a visual history』、Eyewitness Companions Architectureシリーズ。
- 中村友代「《稲妻を持つアレクサンドロス》とエフェソスのアルテミス神殿 : 肖像表現と設置場所に関する一考察」『藝叢 = Bulletin of the study on history of art in University of Tsukuba』筑波大学芸術学研究誌 / 藝叢編集委員会（編）第34号、1–10頁、2018年。ISSN 0289-4084。